# Urocystis trautvetteriae
Urocystis trautvetteriae är en svampart som beskrevs av Vánky 1998. Urocystis trautvetteriae ingår i släktet Urocystis och familjen Urocystidaceae.   Inga underarter finns listade i Catalogue of Life.